# Масканьи, Паоло
 Паоло Масканьи  (итал. Paolo Mascagni; 25 января 1755, Помаранче — 19 октября 1815, Кьюздино) — итальянский анатом.

## Биография
Учился в Сиене у Пьетро Табаррани, по смерти наставника в 1780 году заняв его место. В 1796 году был избран иностранным членом Шведской королевской академии наук. В 1801 году был назначен профессором анатомии в Пизанском университете с одновременным преподаванием анатомии, физиологии и химии в госпитале Санта-Мария-Нуова во Флоренции, в дальнейшем получил профессорское звание и во Флорентийском университете. Он первый указал настоящее устройство губчатого тела мочеиспускательного канала и содействовал пополнению превосходной коллекции восковых анатомических фигур во флорентийском музее. Высокую оценку современников получила подготовленная Масканьи книга «Общая анатомия», изданная посмертно. Помимо медицинских занятий, Масканьи занимался изучением минеральных источников Тосканы, проблемами разведения картофеля в регионе и др.